# 辛峰巷清代厅堂
辛峰巷清代厅堂位于中国江苏省常熟市辛峰巷，建于晚清，先后属于曾姓和熊姓。现存大厅，硬山顶，面阔16.87米，进深15.73米，雕饰异常精美，斗栱刻有双凤图案。1999年6月9日公布为常熟市文物保护单位
。 